# 比瓦迪
比瓦迪（Bhiwadi），是印度拉贾斯坦邦Alwar县的一个城镇。总人口33830（2001年）。

## 人口
该地2001年总人口33830人，其中男性21471人，女性12359人；0—6岁人口5720人，其中男3170人，女2550人；识字率67.37%，其中男性为75.91%，女性为52.53%。